# Andreas von Holst
Georg Andreas Christian von Holst (Münster, 11 de junio de 1964), apodado "Kuddel", es un músico alemán, guitarrista de la banda de punk-rock Die Toten Hosen.

## Biografía
Von Holst proviene de una familia de la nobleza báltica. Se crio con su hermano mayor Niko en Derendorf, un barrio de Düsseldorf, donde acudió al instituto Rethel-Gymnasium. Comenzó a tocar la guitarra con la ayuda de un libro del músico Peter Bursch. En un principio, tocaba con el instrumento posado en la mesa de su cocina como si fuese una cítara, ya que tenía problemas para seguir las tablaturas del libro debido a que es zurdo. Sólo mucho tiempo más tarde, descubriría que existían instrumentos para zurdos.
Empezó a tocar en fiestas organizadas por su colegio junto a un compañero y un profesor de alemán, hasta que en 1980, tras conocer a Campino en Neuss, se unió al grupo de punk ZK. Fue uno de los fundadores de Die Toten Hosen en 1982 y desde entonces ha formado parte de la banda.
Von Holst nunca tuvo interés por los estudios y no llegó a acabar el instituto. En los años 1980 tuvo problemas de alcoholismo que consiguió superar, siendo abstemio desde finales de los 90.
En las giras de la banda conoció a su futura mujer, Susi, que formaba parte del equipo de los Toten Hosen y gestionaba un puesto de merchandising. Von Holst vive con ella y sus dos hijos en una casa de campo en la cordillera del Eifel. Su hijo Tim tuvo la oportunidad de tocar la guitarra en la canción Container-Lied en dos actuaciones de Die Toten Hosen en 2004, en el festival Rock am Turm y en el Rock am Ring.
En 1984 von Holst formó parte de la banda Inbase, que sólo llegó a publicar un sencillo, editado por Bellaphon y titulado Christine. Compuesto por el cantante Stefan Telegdy y el propio von Holst, el tema fue presentado ese mismo año en el programa televisivo de la ARD Formel Eins.